# Круткин, Матвей Матвеевич
Матвей Матвеевич Круткин (1870 — после 28 августа 1937) — крестьянин, депутат Государственной думы I созыва от Самарской губернии.

## Биография
Крестьянин села Кинельское Архангельской волости Бугурусланского уезда Самарской губернии. Имел начальное образование. Был председателем волостного суда. В члены Государственной Думы избран по соглашению с партией народной свободы.
26 марта 1906 избран в Государственную думу I созыва от общего состава выборщиков от Самарского губернского избирательного собрания. В думе ни к одной из фракций не примкнул, оставаясь беспартийным. Однако трудовики в своём издании «Работы Первой Государственной Думы» политическую позицию Круткина характеризуют как «Б. пр.». Это означает, что беспартийный Круткин поселился на казенной квартире Ерогина, нанятой на государственные деньги для малоимущих депутатов, специально для их обработки в проправительственном духе, и оставался там до конца работы Думы. Участвовал в прениях по аграрному вопросу.
После роспуска Думы вернулся домой, проживал и занимался сельским хозяйством в деревне Кинельск вплоть до 1937 года.
4 августа 1937 года арестован по обвинению по статье 58-10 (контрреволюционная пропаганда и агитация). 28 августа 1937 года приговорён тройкой при Управлении НКВД по Куйбышевской области к 10 годам заключения в лагерях.
Дальнейшая судьба и дата смерти неизвестны.
Реабилитирован Куйбышевским областным судом 31 мая 1957.

### Архивы
- Российский государственный исторический архив. Фонд 1278, Опись 1 (1-й созыв). Дело 27. Лист 10, 11; Фонд 1327. Опись 1. 1905 год. Дело 141. Лист 29.